# ليور رون
ليور رون (بالإنجليزية: Lior Ron)‏ هو ملحن أمريكي، ولد في 12 ديسمبر 1982.

## وصلات خارجية
- الموقع الرسمي
- ليور رون على موقع IMDb (الإنجليزية)